# Matt Lauria
 (janvier 2023).
Si vous disposez d'ouvrages ou d'articles de référence ou si vous connaissez des sites web de qualité traitant du thème abordé ici, merci de compléter l'article en donnant les références utiles à sa vérifiabilité et en les liant à la section « Notes et références ».
Matthew « Matt » Lauria, né le 16 août 1982 est un acteur et un musicien américain.

## Carrière
Il a fait ses débuts à la télévision en 2007 dans la comédie de la NBC 30 Rock. Il est surtout connu pour ses rôles de Luke Cafferty dans Friday Night Lights, de Ryan York dans Parenthood et celui de Ryan Wheeler dans la série Kingdom,.

## Filmographie

### Cinéma

#### Longs métrages
- 2015 : Ma de Celia Rowlson-Hall : un cowboy
- 2019 : Shaft de Tim Story : Major Gary Cutworth
- 2019 : Miss Bala de Catherine Hardwicke : Brian Reich
- 2022 : To Leslie de Michael Morris (en) : Handsome Outlaw

#### Courts métrages
- 2009 : 8 Easy Steps d'Alain Hain : VeggieLite

### Télévision

#### Séries télévisées
- 2007 : 30 Rock : Winthrop (1 épisode)
- 2008 : New York, section criminelle (Law & Order : Criminal Intent) : Jake Lailly (1 épisode)
- 2008 - 2009 : Les Reines de Manhattan (Lipstick Jungle) : Roy Merritt (13 épisodes)
- 2009 - 2011 : Friday Night Lights : Luke Cafferty (26 épisodes)
- 2010 : Forgotten : Eric / John Doe (1 épisode)
- 2011 : Burn Notice : Ethan (1 épisode)
- 2011 - 2012 : Les experts (CSI : Crime Scene Investigation) : Agent Matthew Pratt (3 épisodes)
- 2012 - 2015 : Parenthood : Ryan York (25 épisodes)
- 2012 : Person of Interest : Adam Saunders (1 épisode)
- 2014 : It Could Be Worse : Nelson (1 épisode)
- 2014 - 2017 : Kingdom : Ryan Wheeler (40 épisodes)
- 2017 : Dimension 404 (en) : Evan (1 épisode)
- 2019 : Into the Dark : Guy / John Deakins (1 épisode)
- 2019 : Traitors : Peter McCormick (5 épisodes)
- 2019 : Dickinson : Ben Newton (5 épisodes)
- 2019 - 2020 : Tell Me a Story : Jackson Pruitt (10 épisodes)
- 2020 : Little Birds 6 épisodes
- 2021-2024 : CSI: Vegas : Joshua "Josh" Folsom
- depuis 2025 : Sheriff Country : Shérif adjoint Boone (rôle principal)

#### Téléfilms
- 2013 : Gilded Lilys de Brian Kirk : Charlie Carnegie